# 野田町 (樺太)
野田町（のだちょう）は、日本の領有下において樺太に存在した町。
野田という地名は、アイヌ語の「ノタ・サム（ノッ・サム）」（岬の傍ら）による。
現在はロシア連邦がサハリン州チェーホフ (Чехов) などとして、実効支配している。

## 概要
西は間宮海峡に面していた。主な産業は漁業と炭鉱業であった。公共交通機関としては樺太西線があった。
1921年、鉄道が開通するとともに王子製紙野田工場が操業を開始し、製紙業の街となった。
- 野田町の全景
- 現在のチェーホフ

## 歴史
- 1915年（大正4年）6月26日 - 「樺太ノ郡町村編制ニ関スル件」（大正4年勅令第101号）の施行により、野田寒村、久良志村が行政区画として発足。野田寒郡（後に野田郡に改称）に所属し、真岡支庁が管轄。
- 1922年（大正11年）4月1日 - 野田寒村・久良志村が合併して野田村となる。
- 1922年（大正11年）10月 - 所属郡が真岡郡に変更。
- 1923年（大正12年）4月1日 - 野田村が町制を施行し、野田町となる。この頃に泊居郡追手村大字追手字釜牛を編入。
- 1929年（昭和4年）7月1日 - 樺太町村制の施行により一級町村となる。
- 1942年（昭和17年）11月 - 管轄支庁が真岡支庁に変更。
- 1943年（昭和18年）4月1日 - 「樺太ニ施行スル法律ノ特例ニ関スル件」（大正9年勅令第124号）が廃止され、内地編入。
- 1945年（昭和20年）8月22日 - ソビエト連邦により占拠される。
- 1949年（昭和24年）6月1日 - 国家行政組織法の施行のため法的に樺太庁が廃止。同日野田町廃止。

## 町内の地名
旧野田寒村地域
| - 野田 - 西知取（にししりとる） - 梅香（ばいか） - 杖遠（つえとお） - 釜牛（かまうし） | - 上南沢（かみみなみのさわ） - 南沢（みなみのさわ） - 北沢（きたのさわ） |

旧久良志村地域
| - 久良志（くらし） - 小霜（おしも） - 美多良（びたら） - 亜牛（あうし） - 荒鯉（あらこい） - 初志（はつし） - 桑間（くわま） | - 小岬（こみさき） - 有部（ありべ） - 崎越（さきごし） - 知登（ちと） - 辺宇気（へんうけ） - 鵜巣（うす） |

（）

## 地域

### 教育
以下の学校一覧は1945年（昭和20年）4月1日現在のもの。
- 樺太公立小岬国民学校
- 樺太公立久良志国民学校
- 樺太公立野田国民学校
- 樺太公立北沢国民学校
- 樺太公立南豊国民学校

## 観光
- 梅香温泉[6]